# Dinghai
Dinghai, även känt som Tinghai, är ett stadsdistrikt i östra Kina, och tillhör Zhoushans stad på prefekturnivå i provinsen Zhejiang.

## Geografi och demografi
Befolkningen uppgick till 369 448 invånare vid folkräkningen år 2000, varav 169 761 bodde i Zhoushans centralort. Distriktet var år 2000 indelat i fyra gatuområden (jiedao), åtta köpingar (zhen) och tretton socknar (xiang). Dinghai omfattar en del av Zhoushanön, Jintangön samt över 100 mindre öar.

## Historia
På grund av sitt strategiska läge på Zhoushan-ön har Dinghai stundtals haft täta kontakter med omvärlden. Under 1600-talet hade Brittiska Ostindiska Kompaniet en handelsstation på ön. Under opiumkriget 1839-42 ockuperade brittiska styrkor Dinghai, som återlämnades först efter det att Qingregeringen betalat krigsskadestånd.
Dinghai var tidigare ett eget härad, men slogs samman med Zhoushan på 1950-talet. När Zhushan ombildades till en stad på prefekturnivå 1987 blev Dinghai ett stadsdistrikt.